# Štora
Štora (rusko Штора, "Zavesa") je ruski elektrooptični aktivni obrambni sistem, ki naj bi zaščitil tanke pred lasersko vodenimi protitankovskimi raketami. Štora naj bi tudi zmedla laserske merilce razdalj. V uporabo je vstopila leta 1989.
Štora je nameščena na ruskih tankih T-80 in T-90, ukrajinskih T-84 in jugoslovanskih M-84AS. Sistem se lahko namesti tudi na druga vozila, npr. BMP-3M. 